# Francesco Trevisani
Francesco Trevisani (Capodistria, 9 aprile 1656 – Roma, 30 luglio 1746) è stato un pittore italiano.

## Biografia
Allievo a Venezia prima di Antonio Zanchi e poi di Giuseppe Heintz, giunse a Roma, dove la sua carriera si svolse per intero, nel 1678. Suo mentore fu il cardinale veneziano Pietro Ottoboni, nipote di Alessandro VIII, uno dei più importanti mecenati del momento (erano alle sue dipendenze anche il giovane Filippo Juvarra e alcuni compositori come Arcangelo Corelli, Alessandro Scarlatti e Georg Friedrich Händel).
A Roma Trevisani lavorò per il cardinale Pietro Ottoboni, vivendo nel palazzo della Cancelleria, residenza del cardinale. Nella capitale divenne uno dei più importanti artisti che continuarono sulla scia di Carlo Maratta, come è evidente negli affreschi della cappella di Santa Chiara a San Silvestro in Capite e nei tre dipinti con Storie della Passione di Cristo nella cappella del crocifisso della medesima chiesa (1696 - 1697), nei cartoni per i mosaici della cappella battesimale della Basilica di San Pietro (dove succedette al Baciccio nel 1709), nell'ovale con il profeta Baruch per San Giovanni in Laterano (1718 circa), nella pala con la Morte di san Giuseppe nella cappella Sacripante a Sant'Ignazio, in quella con l'Estasi di S. Francesco nella Chiesa delle Santissime Stimmate di San Francesco e nel Festino di Cleopatra della Galleria Spada.
Non ebbe molti rapporti con il mondo pittorico veneziano, se non per aver dipinto intorno al 1724-26 il Battesimo di Cristo per Burano e aver inviato la pala del Miracolo di Sant'Antonio alla Scuola Grande di San Rocco nel 1734.
Del Trevisani è anche la pala d'altare, raffigurante la Madonna con il Bambino e sant'Antonio, su l'altare maggiore della Basilica di Nostra Signora e di Sant'Antonio a Mafra in Portogallo.
Caratteristico della pittura di Trevisani è il sentimentalismo languido, con il pathos seicentesco che sfuma nell'elegia. Non a caso l'artista (che fu anche poeta) fece parte dell'Accademia dell'Arcadia.
Fu insigne fratello della Arciconfraternita delle Sacre Stimmate di San Francesco di Roma.

## Opere
- Martirio dei Santi Quattro Coronati (1684-1687), tela sul primo altare nella navata sinistra della Cattedrale di Siena.
- Gesù coi Santi Apostoli Filippo e Giacomo (1684-1687), tela sul secondo altare nella navata sinistra della Cattedrale di Siena.
- Lucrezia (1708-1710) dipinto conservato nel Museo nazionale ungherese a Budapest in Ungheria.
- Giuseppe venduto dai fratelli (1715) dipinto conservato nella National Gallery of Victoria a Melbourne in Australia.
- Riposo durante la fuga in Egitto (1708-1710) dipinto conservato nella Gemäldegalerie Alte Meister a Dresda in Germania.
- Madonna con Bambino XVII secolo raffigurata con San Giuseppe e San Giovanni Battista, dipinto, MUŻA, La Valletta.
- Cinque grandi tele per il palazzo Marcolini di Senigallia copie dei lavori di Paolo Veronese (235x176): Ercole al bivio, Venere e Marte legati da Amore, Mercurio ed Erse, Venere e Adone morente e Marte e Venere con cavallo e due amorini.[5]

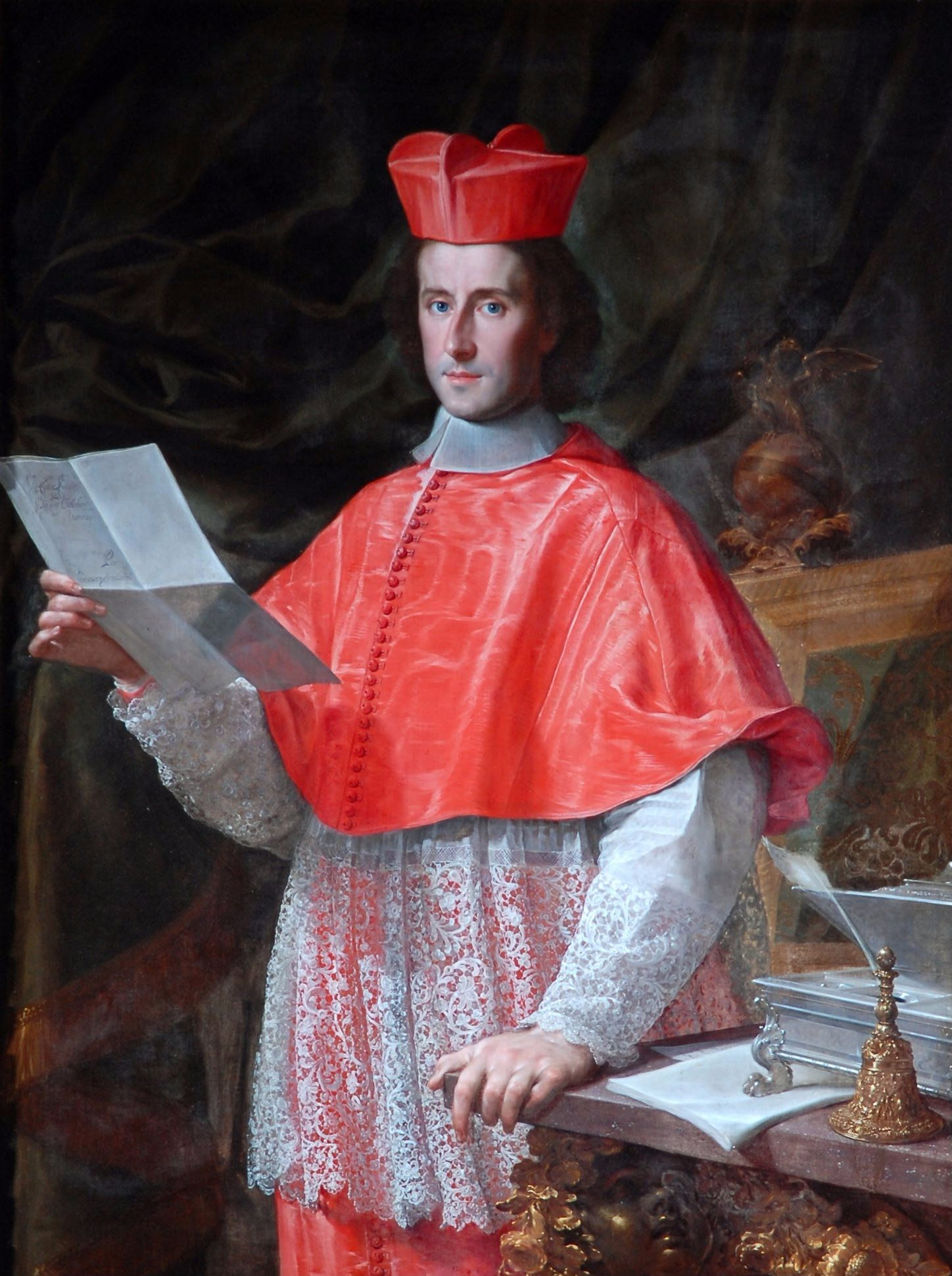
Ritratto del cardinale Pietro Ottoboni, Bowes Museum, Durham, Inghilterra.
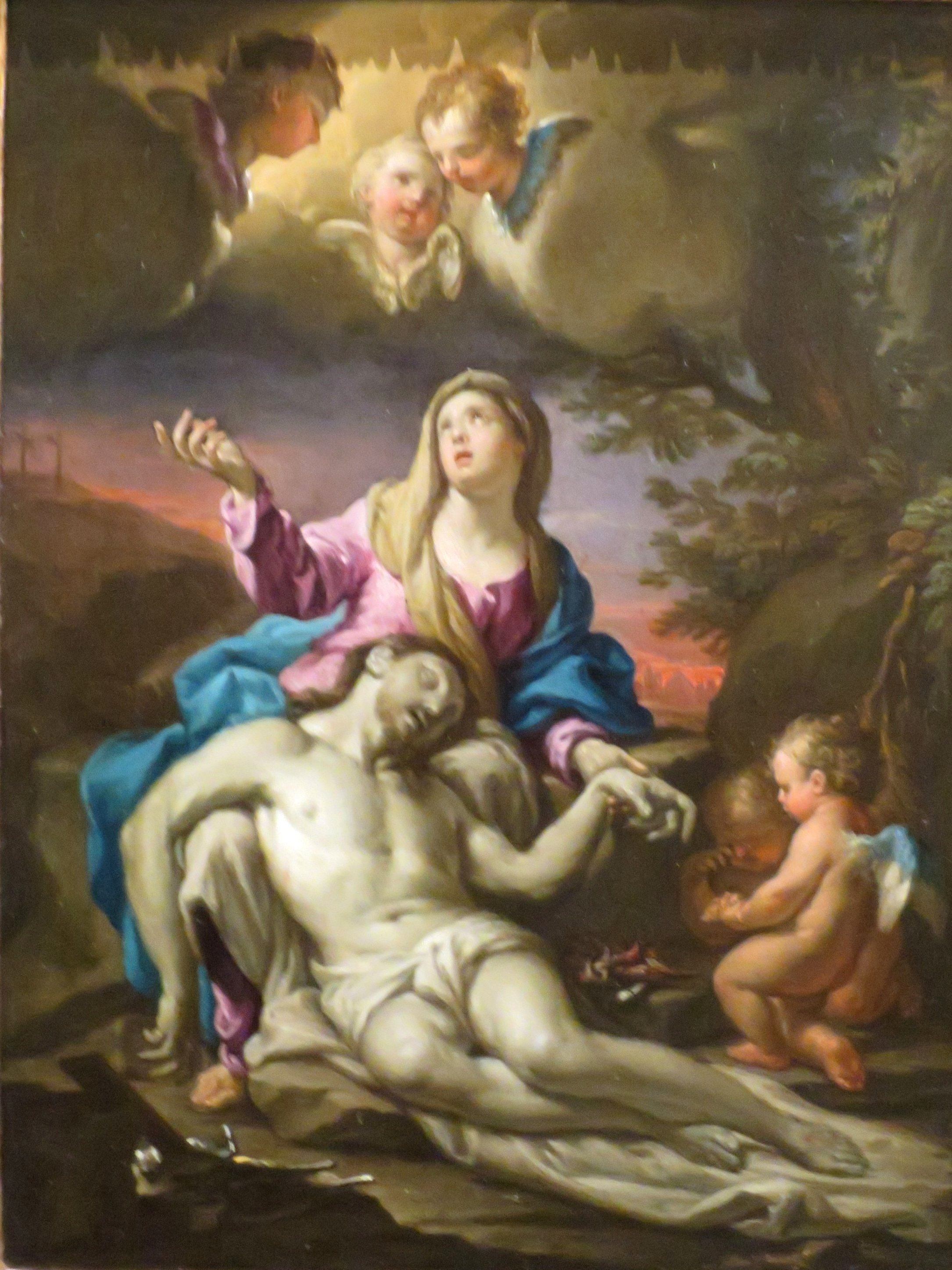
Pietà, Los Angeles County Museum of Art
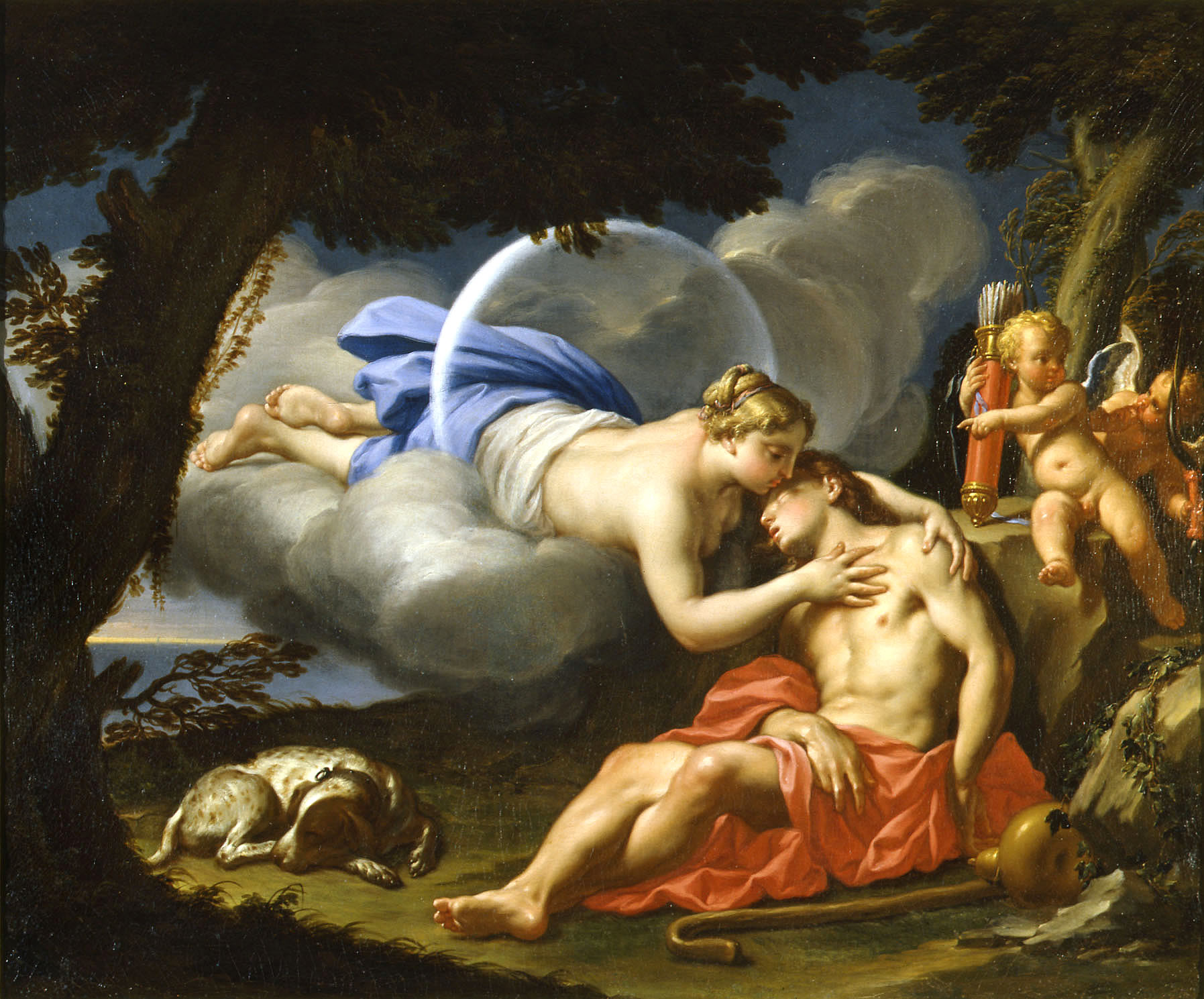
Diana e Endimione, Museumslandschaft Hessen Kassel
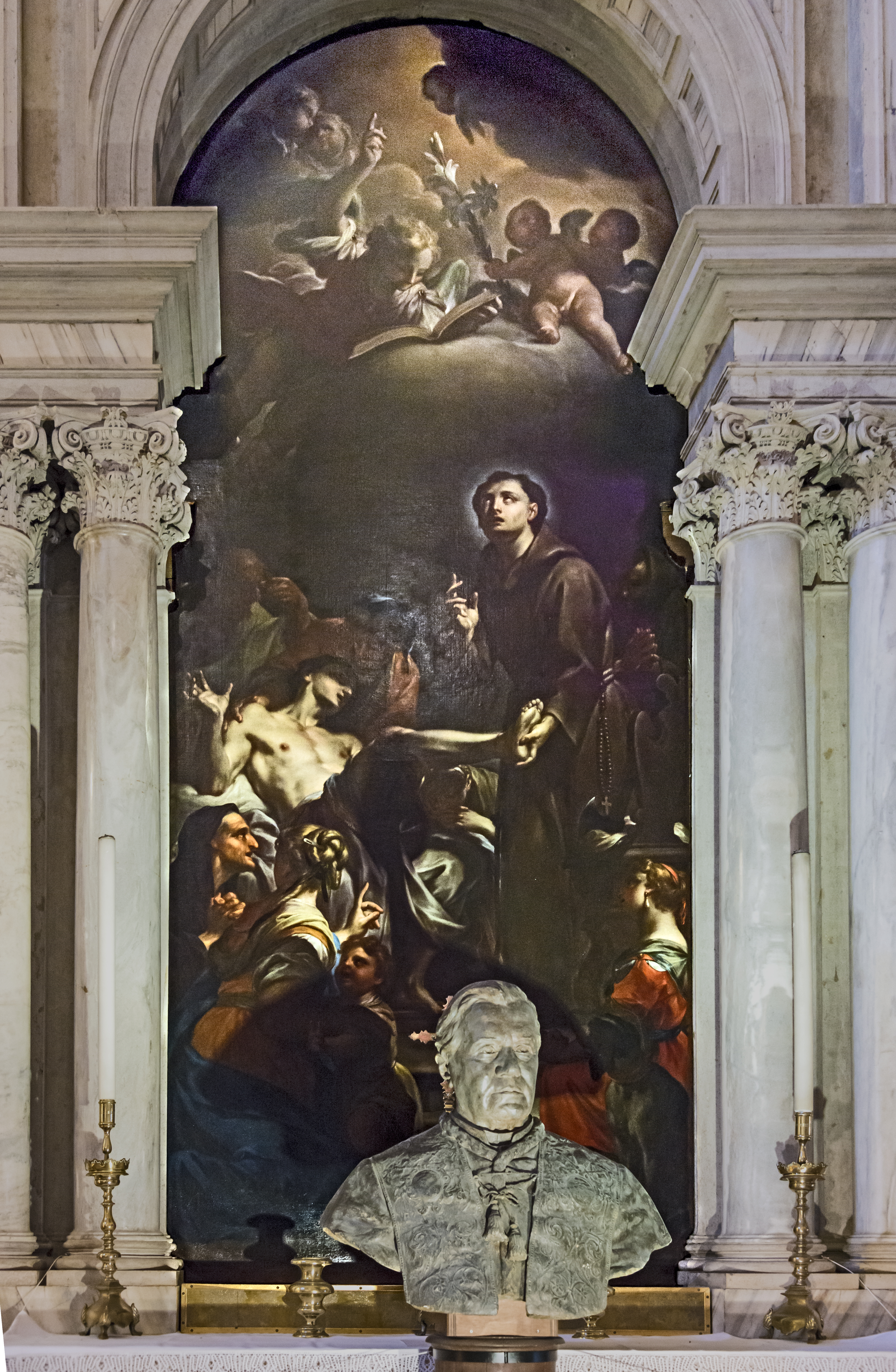
Miracolo di sant'Antonio, San Rocco, Venezia
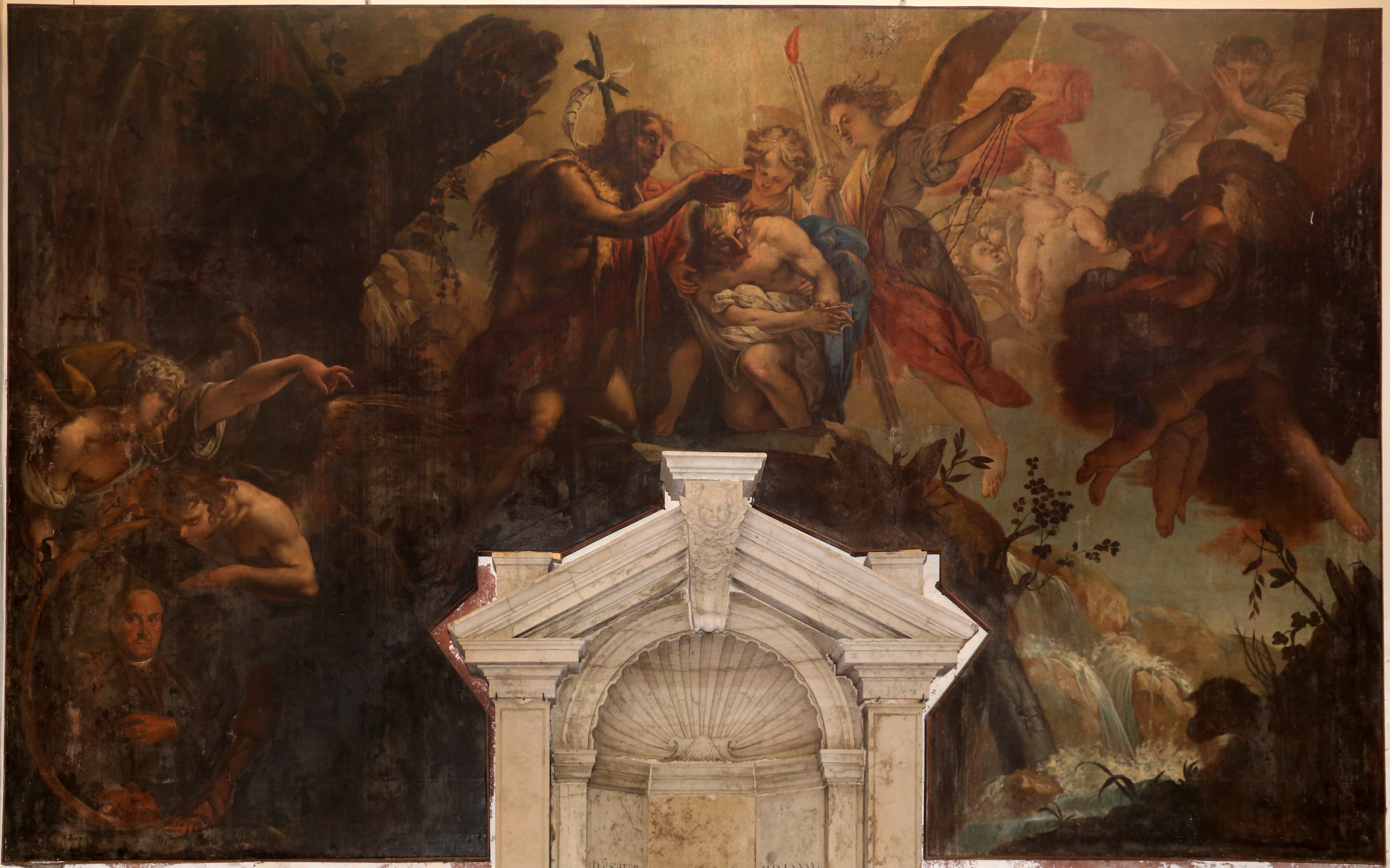
Battesimo di Cristo con il donatore Giovanni Ferrazzi, vescovo di Torcello, 1724-26, Burano, Duomo di San Martino